# Alstroemeria cuiabana
Alstroemeria cuiabana är en alströmeriaväxtart som beskrevs av Pierfelice Ravenna. Alstroemeria cuiabana ingår i släktet alströmerior, och familjen alströmeriaväxter. Inga underarter finns listade i Catalogue of Life.